# Mozart (Hildesheimer)
Mozart ist ein 1977 in Buchform erschienener Essay von Wolfgang Hildesheimer, der sich mit dem Leben und Wirken Wolfgang Amadeus Mozarts beschäftigt und deshalb häufig auch als Biografie bezeichnet wird. Das Buch wurde in mehr als zehn Sprachen übersetzt und erschien weltweit in zahlreichen Auflagen.

## Werkgeschichte
Hildesheimer wollte schon seit 1954 ein „Mozartbuch“ schreiben und ging zunächst davon aus, das Werk rechtzeitig zu Mozarts 200. Geburtstag Anfang 1956 fertigstellen zu können. Dazu kam es nicht; stattdessen hielt Hildesheimer zunächst 1956 eine Rede im Süddeutschen Rundfunk, die anschließend in gedruckter Form unter dem Titel Aufzeichnungen über Mozart im Merkur erschien. Zwei weitere, jeweils erweiterte Fassungen erschienen 1963 als Betrachtungen über Mozart und 1966 als Wer war Mozart? Das Buch Mozart von 1977 stellt die vierte, um ein Mehrfaches erweiterte Fassung dar.

## Inhalt
Das Buch beschäftigt sich aus einer erkennbar vom Blickwinkel des Autors gefärbten Perspektive mit dem Leben Mozarts und bezieht dabei bewusst immer wieder Aspekte der Psychoanalyse mit ein. Mozart wird dabei nicht, wie in vielen anderen Biografien, menschlich idealisiert, sondern seine Persönlichkeit wird als schwierig und komplexbehaftet gezeichnet. Insbesondere auch Mozarts Faszination für Fäkalsprache wird unter dem Aspekt der Analfixierung thematisiert. Sein musikalisches Genie wird allerdings nicht in Zweifel gezogen. Das Buch erzählt episodenhaft, aber klar erkennbar entlang des Zeitstrahls. Wolfgang Hildesheimer wertet dabei Originaldokumente wie Briefe ebenso aus wie das musikalische Werk Mozarts. Und er scheut sich nicht die Wirkung der Wehenschreie von Mozarts Frau Constanze bei der Geburt ihres ersten Kindes auf die Komposition des d-Moll-Streichquartetts KV 421 (417 b) anzusprechen, ein nach Ludwig Finscher „ungewöhnlich albern[er]“ „Einfall“. Für Hildesheimer dagegen „sind der ‚vulgär-romantischen Heroengeschichtsschreibung‘ an Albernheit keine Grenzen gesetzt, nur hat der Wissenschaftler es nicht nötig, sich damit zu befassen“.

## Rezeption
Mit Mozart auseinandergesetzt haben sich im Erscheinungsjahr unter anderem Joachim Kaiser, Joachim Fest und Adolf Muschg, deren Beiträge 1989 in einem Materialienband zu Hildesheimer erneut abgedruckt wurden. Joachim Kaiser stellt fest, dass Hildesheimers „skeptische Leichtigkeit im Verunsichern fremder Feststellungen“ bewunderungswürdig sei, den Leser aber auch dazu bringe, Hildesheimers eigene Folgerungen kaum zu glauben, „und seine Unterstellungen (vielleicht ließ sich Mozart verkommen, vielleicht hatte er schmutzige Fingernägel) schon gar nicht“. Das Buch, das an seinen schönsten Stellen bezaubere und an einigen erschrecken mache, lehre „Bescheidenheit und Scheu gegenüber einem Genie, nach dem nicht nur in Salzburg billige Süßigkeiten heißen“. Die Distanz zu Mozart, die Hildesheimer nach Kaiser herstellt, betonen auch Joachim Fest und Adolf Muschg. Am Ende komme, so Fest, „keine plausiblere oder auch nur schärfer konturierte Figur zum Vorschein, sondern eine überaus fremdartige Erscheinung von ungeheurer, nahezu erkältender Distanz“. Muschg hält fest, dass Hildesheimers Satz „Nah kommen wir Mozart nicht“, der sonst ein „Gemeinplatz verehrender Biographen“ sei, hier nicht das Gegenteil dessen decken solle, was er besagt; Hildesheimer meine, was er sage, und er handle auch danach. Muschg kommt zum Schluss, dass Hildesheimers Mozart „eine gewaltige Etüde zum Thema Rezeption, kritisch auf allen Stufen“ sei.
Inzwischen wird das Werk zu den „Klassikern der Mozartliteratur“ gezählt. 2006 meldete der Suhrkamp Verlag mehr als 200 000 verkaufte Exemplare der deutschen Ausgabe. Anlässlich einer Neuauflage von 2005 verglich der Literaturwissenschaftler Jan Süselbeck Hildesheimers „Opposition gegen die krampfhafte Verdrängung als ‚fehlbar‘ empfundener Aspekte eines solchen ‚Genie‘-Lebens“ mit Arno Schmidts polemischen Funk-Essays der 1950er Jahre. Schmidt und Hildesheimer seien verwandt in ihrer „permanenten Argumentation gegen den ‚Reinheitsfimmel‘“. Hildesheimer demonstriere dabei genaueste Werkkenntnisse und habe das Köchelverzeichnis „von vorne bis hinten“ durchforstet.
Der positiven Bewertung des Buchs hauptsächlich durch Feuilletonisten und Literaten steht die Kritik von Seiten der musikhistorischen Forschung entgegen, die in dem Buch eine große Anzahl sachlicher Fehler nachweist und Hildesheimer einen irritierend laxen Umgang mit den historischen Dokumenten vorwirft.

## Ausgaben (Auswahl)

### Deutsch
- 1977 gebundene Ausgabe bei Suhrkamp Verlag, Frankfurt am Main (Erstausgabe), ISBN 3-518-03204-6
- 1980 Taschenbuchausgabe als suhrkamp taschenbuch, Frankfurt am Main, ISBN 3-518-37098-7
- 1980 gebundene Ausgabe bei Verlag Volk und Welt, Berlin (DDR), DNB 810012065
- 1991 Buchclubausgaben bei Bertelsmann, dem EBG-Verlag, der Buchgemeinschaft Donauland und den Buch- und Schallplattenfreunde, Zug.
- 2005 Taschenbuchausgabe bei Insel TB, Frankfurt am Main, ISBN 3-458-34826-3

### Übersetzungen
- 1980 Mozart. Japanisch. Orion Press, Tokyo
- 1983 Mozart. Englisch. Übersetzt von Marion Faber. Farrar, Straus, Giroux, New York. ISBN 0-374-21483-2
- 1984 Mozart. Slowenisch. Übersetzt von Marijan Lipovšek. Založba Obzorja, Maribor.
- 1985 Mozart. Ungarisch. Übersetzt von Györffy Miklós. Gondolat, Budapest. ISBN 963-281-489-4
- 1985 Mozart. Englisch. Übersetzt von Marion Faber. Dent, London. ISBN 0-460-02401-9
- 1989 Mozart. Slowakisch. Übersetzt von Jozef Bžoch. Opus, Bratislava.
- 1991 Mozart. Finnisch. Übersetzt von Seppo ja Päivi Heikinheimo. Otava, Helsinki. ISBN 951-1-11882-X
- 1991 Mozart. Niederländisch. Übersetzt von Hans Hom. Uitg. De Arbeiderspers, Amsterdam. ISBN 90-295-1972-X
- 1991 Mozart. Portugiesisch. Übersetzt von Eduardo Francisco Alves. Zahar, Rio de Janeiro. ISBN 85-7110-168-X
- 1991 Mozart. Dänisch. Übersetzt von Hanne-Lisbeth Rasmussen. Bogan, Lynge. ISBN 87-7466-183-3
- 1991 Mozart. Spanisch. Übersetzt von Ariel Bignami.  Vergara Edition, Buenos Aires, Madrid, México, Santiago de Chile. ISBN 950-15-0109-4
- 1980 Mozart. Schwedisch. Übersetzt von Margaretha Holmqvist. Norstedt, Stockholm. ISBN 91-1-803192-7
- 1991 Mozart. Niederländisch. Übersetzt von Hans Hom. Uitg. De Arbeiderspers, Amsterdam. ISBN 90-295-1972-X
- 1994 Mozart. Italienisch. Übersetzt von Donata Schwendimann Berra. Rizzoli, Milano. ISBN 88-17-11616-5
- 2005 Mozart. Spanisch. Übersetzt von Ariel Bignami. Edition Destino, Barcelona. ISBN 84-233-3767-7
- 2006 Mocart. Serbisch. Dereta, Beograd. ISBN 86-7346-517-6
- 2006 Mozart. Tschechisch. Übersetzt von Hanuš Karlach. Arbor Vitae, Praha. ISBN 80-86300-73-0
- 2007 Mozart. Französisch. Übersetzt von Caroline Caillé. Batillart, Paris. ISBN 978-2-84100-420-1
- 2011 Mo zha te lun. Chinesisch. Hua dong shi fan da xue chu ban she, Shanghai. ISBN 978-7-5617-8251-4